# Guilhermina Guinle
Guilhermina de Oliveira Sampaio Guinle (Río de Janeiro, 26 de julio de 1974), más conocida como Guilhermina Guinle, es una actriz y modelo brasileña. 

## Biografía
Es nieta de Octavio Guinle, fundador del famoso Copacabana Palace. Debutó en 1996 en la drama televisiva, con el papel de Mónica, en la novela Antônio Alves, Taxista de SBT. En 2003 realizó la novela Mulheres Apaixonadas de Rede Globo, como la secretaria Rosa. Al año siguiente volvió a SBT y realizó la serie humorística Meu Cunhado. 
En 2005, volvió nuevamente a Rede Globo e integró la novela A Lua Me Disse, bajo el papel de Sílvia Bogarí. Posteriormente actuó en la serie  Minha Nada Mole Vida y en 2006, participó de la miniserie JK como Maggie. En 2007 hizo su participación en la telenovela Paraíso Tropical como Alice Sampaio. En 2008, participó de la serie Casos e Acasos.
En 2009 obtuvo su primer papel de relevancia en la novela Caras & Bocas donde interpretó a Amarylis di Francesco. En 2010 desempeñó un papel prominente en Cuchicheos, en la nueva versión de la novela homónima de la década de 1980, al interpretar su primer papel de villana, Luisa Salgado.
En películas ha realizado Inesquecível en 2007, dirigido por Paulo Sérgio de Almeida, junto a Murilo Benicio y Caco Ciocler. En 2008, trabajó en el film Sexo con amor.

### Vida privada
Estuvo casada con el actor y cantante Fábio Júnior hasta 1998. En 1999, se casó con el también actor José Wilker hasta 2006. En 2007 se juntó con el actor Murilo Benicio con quien estuvo hasta 2011.[cita requerida]

## Filmografía

### Televisión
| Año  | Título                 | Personaje                    |
| ---- | ---------------------- | ---------------------------- |
| 1996 | Antônio Alves, Taxista | Mônica                       |
| 1998 | Brida                  | Priscila / Eillen            |
| 1999 | Tiro e Queda           | Adriana Cordeiro             |
| 2001 | O Direito de Nascer    | Maria Helena de Juncal       |
| 2003 | Mujeres apasionadas    | Rosa García                  |
| 2004 | Meu Cunhado            | Simone Cantapedra            |
| 2005 | A Lua me Disse         | Sílvia Bogari Lago           |
| 2006 | JK                     | Maggie Sampaio               |
| 2006 | Minha Nada Mole Vida   | Lu Mirela                    |
| 2007 | Paraíso Tropical       | Alice Sampaio                |
| 2008 | Casos e Acasos         | Regina / Renata / Luiza      |
| 2009 | Acuarela del amor      | Amarilys di Francesco        |
| 2010 | Cuchicheos             | Luísa Salgado                |
| 2011 | El astro               | Beatriz Schneider            |
| 2012 | As Brasileiras         | Helena                       |
| 2012 | ¿Pelea o amor?         | Manuela Marino               |
| 2015 | Verdades Secretas      | Pia Lovatelli                |
| 2016 | Êta Mundo Bom!         | Ilde                         |
| 2020 | Salve-se Quem Puder    | Dominique Machado de Alencar |

### Cine
| Año  | Título                   | Personaje      |
| ---- | ------------------------ | -------------- |
| 2007 | Inesquecível             | Laura Monteiro |
| 2007 | Ego e as Estrelas Também |                |
| 2008 | Sexo com Amor            | Patricia       |